# 1595 Танга
1595 Танга (1595 Tanga) — астероїд головного поясу, відкритий 19 червня 1930 року.
Тіссеранів параметр щодо Юпітера — 3,381.
Названо на честь портового міста Танга в Танзанії.